# Porto di Anversa
Il porto di Anversa si trova nell'omonima città delle Fiandre, in Belgio. Situato nella parte superiore dell'estuario del fiume Schelda, per grandezza è il secondo porto d'Europa dopo quello di Rotterdam. L'estuario è navigabile per 80 km nell'entroterra da navi con più di 100.000 tonnellate.

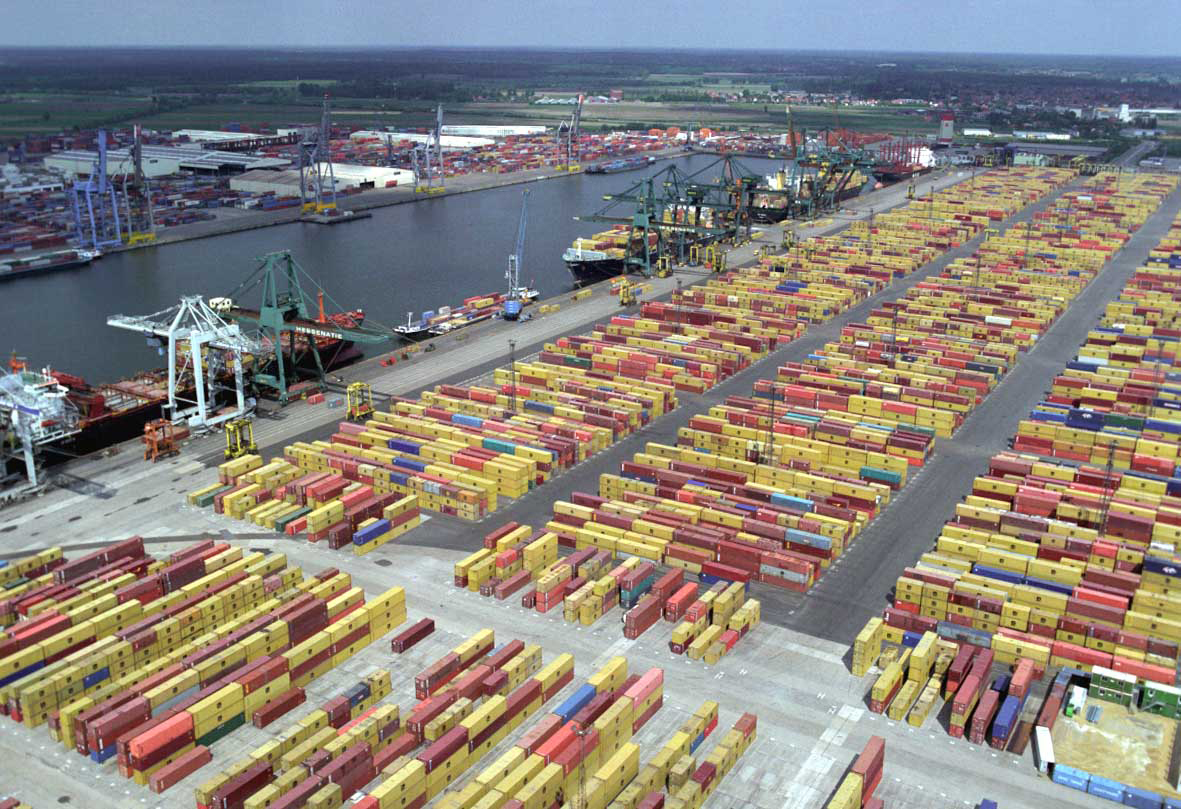
Il porto di Anversa nel terminal MSC

Come per il porto di Amburgo, l'area interna in cui si trova fornisce un luogo più centrale in Europa rispetto alla maggioranza dei porti del Mare del nord.
I porti di Anversa sono connessi all'hinterland tramite ferrovia e rete viaria e, via acqua, con il fiume e i canali Nel ranking internazionale il porto è posizionato tra l'11ª e la 20ª posizione (AAPA) e offre servizi di linea a 800 diverse destinazioni marittime.
Nell'ottobre 2010, il porto ha approvato il piano di investimento a lungo termine, del valore di 1,6 miliardi di euro per i successivi 15 anni. Il piano prevede il miglioramento delle strutture e l'acquisizione, dalla General Motors, dei terreni sui quali sorge lo stabilimento automobilistico, di cui è stata decisa la chiusura.